# هاري بيكرينغ (لاعب كرة قدم)
هاري بيكرينغ (بالإنجليزية: Harry Pickering)‏ هو لاعب كرة قدم بريطاني في مركز الوسط، ولد في 29 ديسمبر 1998 في تشستر في المملكة المتحدة. لعب مع نادي كرو ألكساندرا.

## وصلات خارجية
- هاري بيكرينغ (لاعب كرة قدم) على موقع قاعدة بيانات كرة القدم.إي يو (الإنجليزية)
- هاري بيكرينغ (لاعب كرة قدم) على موقع Soccerbase.com (لاعب) (الإنجليزية)